# 安藤まり子
安藤 まり子（あんどう まりこ、1929年（昭和4年）2月2日 - ）は、日本の歌手。所属事務所はミュージックオフィス合田。

## 経歴
北海道北見市出身。1945年（昭和20年）、終戦の年に上京し、武蔵野音楽学校（現・武蔵野音楽大学）卒業。
卒業と同時に日本コロムビアの専属となり、1949年（昭和24年）に藤山一郎と一緒に吹き込んだデビュー曲『花の素顔』（同名松竹映画の主題歌）がヒット。
1953年（昭和28年）には前年、コロムビアが行った全国歌謡コンクールの課題曲歌詞募集の入選作であった『毬藻の唄』が爆発的ヒットするも、歌手の若山彰と結婚（のち離婚、後年再婚）のため、引退。
その後は江戸千家茶道師範などで生計を立てていたが、1982年（昭和57年）に二葉あき子・並木路子・池真理子・胡美芳らに誘われ、コロムビア五人会の1人として歌謡界復帰し、五人会結成コンサート「あなたのために唄います」を開催。五人会結成の際、「またみんなで一緒に歌おう」との呼び掛けに「冗談だとばかり思ってハイ、ハイと返事をしてしまった」そうだ。　
1986年（昭和61年）、リサイタルを開催。
1987年（昭和62年）暮れ、東京プリンスホテルでディナーショーを開催。
1988年（昭和63年）秋、故郷の北海道北見市で初のリサイタルを開催。
2000年（平成12年）に池真理子、翌年に並木路子が死去。2009年（平成21年）に胡美芳が死去し、2011年（平成23年）に二葉あき子が死去したため、現在は五人会の唯一の現役歌手として、意欲的に歌手活動を続けている。

## 代表曲
- 「花の素顔」（共唱：藤山一郎）
- 「毬藻の唄」
- 「カチューシャの唄」

## 主なテレビ出演
- 「NHK歌謡コンサート」（NHK総合、2011年3月1日、2014年1月14日）
- 「第44回思い出のメロディー」[1]　(NHK総合、2012年8月18日）
- 「第47回思い出のメロディー」[2]　(NHK総合、2015年8月8日)
- 「木曜8時のコンサート〜名曲!にっぽんの歌〜」（テレビ東京、2012年11月8日、2015年11月5日）
- 「第45回年忘れにっぽんの歌」（テレビ東京、2012年12月31日）

## その他の出演
- 「第37回一般社団法人日本歌手協会歌謡祭~戦後65年！歌とともに生きたニッポン~」[3](2010年10月27日、五反田ゆうぽうと)
- 「第38回日本歌手協会歌謡祭」[4]　(2011年11月11日、五反田ゆうぽうと）
- 「日本歌手協会創立50周年記念　第39回歌謡祭・秋の歌謡フェスティバル」[5]　(2012年10月11日、五反田ゆうぽうと）
- 「第6回 合田道人のこのひと、歌暦」（2013年5月18日、古賀政男音楽博物館）
- 「日本歌手協会有志奉納特別公演」（2013年7月14日、靖国神社みたままつり）
- 「日本歌手協会創立50周年記念　第40回歌謡祭」[6]　(2013年11月21日、五反田ゆうぽうと)
- 「第41回日本歌手協会歌謡祭」[7]　(2014年11月27日、五反田ゆうぽうと)
- 「第42回日本歌手協会歌謡祭」[8]　(2015年9月9日、五反田ゆうぽうと)

## 人物
美人で音楽学校仕込の歌唱力に美しいアルト声、と三拍子揃っていることから、アイドル的な人気があったと二葉あき子が語っている。二葉曰く「かぐや姫」。

## 関連リンク
- 武蔵野音楽大学の人物一覧